# Хоботковые
Хоботковые (лат. Glossata) — подотряд бабочек (Lepidoptera). Характерная черта хоботковых бабочек — образованный выростами максилл сосущий хоботок, который в покоящемся состоянии свёрнут.

## Классификация
В подотряд включают 6 инфраотрядов и одно семейство вне их:
- Aenigmatineidae
- Dacnonypha
- Acanthoctesia
- Lophocoronina
- Neopseustina
- Exoporia
- Разнокрылые бабочки (Heteroneura) — инфраотряд бабочек, в котором сосредоточено 99 % современных видов

## Примечания

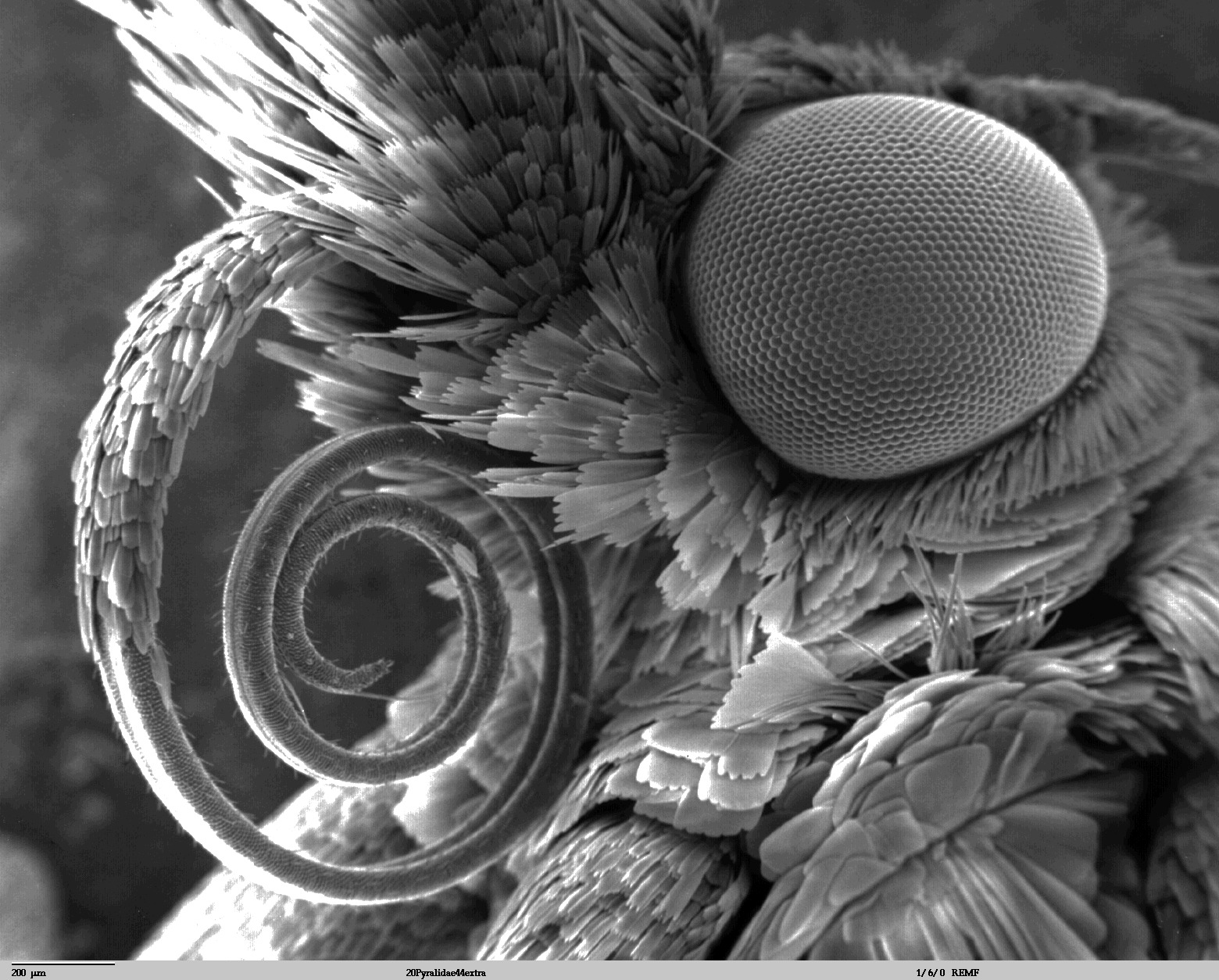
Микрофотография головы бабочки-огнёвки (Pyralidae). Хоботок свёрнут в спираль